# Without you (La'cryma Christiの曲)
「Without you」（ウィザウト・ユー）は、日本のヴィジュアル系ロックバンドLa'cryma Christiの1999年5月26日に発表した7枚目のシングル。発売元はユニバーサルミュージック（ポリドール）。

## 解説
- 歌詞の「君の全てを抱きしめられず、辛いよ」をTAKAがレコーディングの際「ごめんね」に替えて歌ったところ、一部のスタッフから「女々しい」と反対意見が出た。しかし、LEVINがこれを支持した為、採用される事となる。
- KOJIが「例のごめんね問題なんやけどな」と言った事に由来し、「ごめんね問題」と冗談めかして言われる。なお、SHUSEは、「俺、『辛いよ』やったらきっと泣かへんかったと思う」と発言している。
- プロモーションビデオは鹿児島県の介護福祉センターで撮影された。
- このシングルまでTAKAは日本語の歌詞にこだわりがあったが、この楽曲では英語のサビを採用している。
- B面の「I Love you」は、ストリングスを使用しており、ライブではTAKAがピアノを弾きながら歌った。
- 発売前にTAKAは「失恋しました！」と宣言している。
- プロモーションビデオは、「Lhasa」と同じチームの撮影である。
- 初動売り上げは前作の初動を上回ったが、最終的な売り上げは前作よりも3.5万枚ほど落ちた。
- のちにアルバム『magic theatre』がリリースされたが、両面とも収録を見送られ、その後の初のベスト盤への収録となった。

## 収録曲
1. Without you
作詞 - TAKA / 作曲 - KOJI
テレビ東京系列『クイズ赤恥青恥』エンディングテーマ。
2. I Love You
作詞 - TAKA / 作曲 - SHUSE
3. Without you (unvocal version)
4. I Love You (unvocal version)

## 収録作品
- Single Collection（#1,2）
- Sound & Vision THE SINGLES + Selection from Live “DECADE”（#1）
- La'cryma Christi Singles + Clips（#1,2）